# 野庭関城
野庭関城（のばのせきじょう/のばのせきしろ）は、神奈川県横浜市港南区野庭町にあったと伝わる日本の城。

## 概要
平戸永谷川上流の丘陵地帯にあり、現在の野庭団地内に位置する「野庭中央公園」北側付近が本曲輪であったとされている。1980年（昭和55年）の『日本城郭大系』（第6巻 千葉・神奈川）発行時点では、土塁が遺存していたとの記載がある。
築城者は鎌倉幕府初代侍所別当の和田義盛とする伝承があり、1213年（建暦3年）の和田合戦の際には、和田義盛に与する人々が泉親衡と共に立て籠ったと伝わる。